# Narciso Monturiol (S-82)
Pour les articles homonymes, voir Narciso Monturiol (sous-marin).
Le Narciso Monturiol (numéro de coque S-82) est un sous-marin de la Marine espagnole. Il est en construction au chantier naval Navantia à Carthagène (Espagne), et devait être livré à la marine à la mi-2024. Il est le quatrième navire de la marine espagnole à porter le nom de Narciso Monturiol.

## Conception
Le Narciso Monturiol est le deuxième des quatre sous-marins diesel-électriques de classe S-80 commandés à Navantia par la marine espagnole. Dans son premier arrêt technique (prévu en 2031) il sera équipé du système AIP développé par la société Hynergreen Technologies S.A, une société qui fait partie d’Abengoa.

## Construction
Sa construction a commencé le 13 décembre 2007 au chantier naval Navantia à Carthagène.
Le 13 janvier 2012, les noms des quatre navires de sa classe ont été approuvés, ceux-ci étant publiés au Journal officiel de la défense (BOD) du 30 janvier 2012. Pour le deuxième navire de la classe, il portera le nom de Narciso Monturiol ,, devenant ainsi le quatrième sous-marin de la marine espagnole à porter ce nom pour honorer la mémoire de l’ingénieur et concepteur de sous-marins espagnols Narcís Monturiol i Estarriol.
Pedro Argüelles, le secrétaire d'État à la Défense, a indiqué le 31 juillet que Electric Boat avait confirmé le diagnostic de la marine espagnole en ce qui concerne le problème de sur-masse survenu lors de la construction du S-81. La solution est d’allonger la coque, et compte tenu de l’état de progression du S-81, celui-ci étant le plus compliqué à réparer, il deviendrait le dernier à être lancé et livré à partir de 2020, tandis que le S-82 sera livré à la marine à partir de 2017, devenant alors le premier navire de la classe à entrer en service.